# اچ‌ام‌اس هاوانا (۱۸۱۱)
اچ‌ام‌اس هاوانا (۱۸۱۱) (به انگلیسی: HMS Havannah (1811)) یک کشتی بود که طول آن ۱۴۵ فوت ۰ ۱⁄۲ اینچ (۴۴٫۲۰۹ متر) بود. این کشتی در سال ۱۸۱۱ ساخته شد.